# Hessell-Tiltman Prize
Премія Гесселя Тільтмана (англ. Hessell-Tiltman Prize) — премію присуджують найкращому твору науково-популярної літератури історичного змісту, що охоплює період до і під час Другої світової війни, включаючи опублікований в рік присудження нагороди. Книга повинна бути написана на високому літературному рівні, але не обов'язково академічному. Приз організовує англійський ПЕН-клуб. Марджорі Гессель-Тільтман (дружина британського письменника і журналіста Г'ю Гессель Тільтмана) була членом ПЕН-клуб протягом 1960-х та 1970-х років. Після своєї смерті в 1999 році вона заповіла Літературному фонду ПЕН-клубу 100 000 фунтів стерлінгів для присудження Hessell-Tiltman Prize. Кожен рік переможець отримує 2000 фунтів.
Нагорода — одна з багатьох нагород ПЕН, яку спонсорують філії PEN International у понад 145 центрах PEN по всьому світі.